# Les Très Riches Heures de l'humanité
Les Très Riches Heures de l'humanité (en allemand : Sternstunden der Menschheit) sont un livre écrit par Stefan Zweig paru en 1927. Il a été publié en français en 1939.

## Présentation générale

### Contenu
L'auteur y narre douze moments à ses yeux essentiels dans l'Histoire de l'humanité (deux vignettes supplémentaires figurent dans la dernière édition). Des moments, selon lui, d'une « grande concentration dramatique porteurs de destin, où une décision capitale se condense en un seul jour, une seule heure et souvent une seule minute ». 
Parmi ces événements, Zweig raconte avec ardeur la prise de Byzance par les Turcs en 1453, considérée par l'Europe entière comme une menace nouvelle et effroyable. Puis le romancier s'attarde sur la découverte du Pacifique par Vasco Núñez de Balboa en 1513, tout cela en soulignant avec précision l'épopée de cet aventurier hors du commun. Puis il décrit les conditions dans lesquelles La Marseillaise fut composée par Rouget de Lisle. Il passe ensuite en revue un moment fort de la bataille de Waterloo, commente la pose de la première ligne télégraphique sous l'océan Atlantique et narre notamment le trajet tortueux par lequel la Révolution russe de 1917 fut victorieuse.

### Historique de publication
La traduction française initiale, due à Alzir Hella, est parue en 1939 chez Bernard Grasset, sous le titre Les Heures étoilées de l'humanité. Le titre français actuel, une allusion aux Heures du duc de Berry, est apparu en 1989, à l'occasion de la publication, aux éditions Belfond, de la traduction initiale révisée et complétée par Hélène Denis-Jeanroy.
La première traduction de 1939, réalisée par Alzir Hella, ne comprenait pas la Préface de Stefan Zweig, ni les textes « Le Premier Mot qui traversa l’océan », « La Fuite vers Dieu » et « Le Wagon plombé », dont la traduction est due à Hélène Denis-Jeanroy. Certaines éditions allemandes et britanniques comportent en outre deux textes initialement parus au Royaume-Uni en 1940 et traitant, pour l'un de Cicéron, pour l'autre de Woodrow Wilson.

## Plan de l'ouvrage

### Préface de Stefan Zweig
Zweig compare l'Histoire à l'artiste. De la même manière que l'artiste ne crée pas en continu, l'Histoire est faite d'« un nombre considérable de faits banals, sans intérêt ». L'Histoire n'en est pas moins « la plus grande poétesse et la plus grande actrice de tous les temps », ainsi que, selon le mot de Johann Wolfgang von Goethe, « l'atelier mystérieux de Dieu ». Et pourtant, les chaînes du temps mènent à des évènements, de la même manière que « l'électricité de toute l'atmosphère s'assemble à la pointe d'un paratonnerre ». L'auteur compte narrer ces heures-là.

### La Prise de Byzance:29 mai 1453(Die Eroberung von Byzanz)
L'auteur raconte l'épopée de Mehmed II qui, devenu sultan de l'empire ottoman, prépare la prise de Constantinople et la réalise. Il conclut que « dans l’Histoire comme dans la vie des hommes,  le regret ne répare pas la perte d’un instant, et mille années ne rachètent pas une heure de négligence ».

### La Fuite dans l'immortalité: La découverte de l’océan Pacifique:25 septembre 1513(Flucht in die Unsterblichkeit)
Zweig illustre le retour de Christophe Colomb d'Amérique, et ce qu'il en avait rapporté. Ses récits et témoignages incitent des Espagnols de toutes les catégories sociales à partir à l'aventure en Amérique. Il raconte comment Vasco Núñez de Balboa a cherché à atteindre l'océan Pacifique.

### La Résurrection de Georges-Frédéric Haendel:21 août 1741(Georg Friedrich Händels Auferstehung)
Georg Friedrich Haendel, paralysé et déprimé, retrouve l'inspiration et l'envie de vivre en lisant un texte qui semble avoir été écrit par Dieu. Rétabli, il donne naissance à un chef-d'œuvre, Messiah (Le Messie).

### Le Génie d'une nuit: La Marseillaise,25 avril 1792(Das Genie einer Nacht)
En 1792, Claude Joseph Rouget de Lisle, pendant une nuit, emporté par la ferveur populaire, écrit La Marseillaise.

### La Minute mondiale de Waterloo: Napoléon,18 juin 1815(Die Weltminute von Waterloo)
Zweig raconte comment, par le manque d'ambition d'Emmanuel de Grouchy, Napoléon a perdu la bataille de Waterloo. L'auteur voit dans l'échec de Waterloo une caractéristique de l'Histoire : « toutes les vertus civiques, la sagesse, le zèle, l'obéissance, la pondération, suffisantes pour les nécessités de l'existence journalière, fondent comme neige au soleil en face de l'instant mystérieux qui n'exige que du génie et ne dessine que des figures impérissables ».

### L'Élégie de Marienbad: Goethe, entre Karlsbad et Weimar:5 septembre 1823(Die Marienbader Elegie)
Johann Wolfgang von Goethe, septuagénaire, est tombé amoureux dans ses dernières années d'une femme cinquante ans sa cadette. Cette rencontre, et les angoisses qu'elle accompagne, lui donnent une nouvelle inspiration pour écrire : « le dieu a donné au poète le pouvoir de dire ce qu'il souffre ». Le poète va pourtant devoir choisir entre mener une vie d'amour et une vie de génie.

### La Découverte de l'Eldorado: J.A. Sutter, Californie,janvier 1848(Die Entdeckung Eldorados)
John Sutter, partant de Suisse, rejoint la Californie et y découvre de l'or. D'homme le plus riche du monde, le sort va en faire le plus pauvre ; bien que propriétaire du terrain sur lequel se trouve la ville de San Francisco, il meurt misérablement. Zweig remarque qu'il n'y a guère eu que Blaise Cendrars pour lui rendre hommage.

### Instant historique: Dostoïevski, Saint-Pétersbourg, place Semenov,22 décembre 1849(Heroischer Augenblick)
Ce chapitre est le seul de l'ouvrage à être entièrement versifié. Fiodor Dostoïevski est condamné à mort, mais alors qu'il s'apprête à être fusillé, un officier annonce que sa peine a été commuée par le Tsar.

### Le Premier Mot qui traversa l’océan: Cyrus W. Field,28 juillet 1858(Das erste Wort über den Ozean)
Zweig raconte comment l'Europe et les États-Unis ont été reliés grâce aux efforts industrieux de l'entrepreneur américain Cyrus Field. Ce n'est qu'au bout de plusieurs tentatives que le rêve de déposer un câble sous-marin reliant l'Ancien monde et le Nouveau monde a été possible. Zweig conclut que l'humanité serait unie à jamais si elle ne se laissait pas emporter par l'idée d'« utiliser les moyens qui lui confèrent la puissance sur les éléments pour s'anéantir soi-même ».

### La Fuite vers Dieu: Épilogue au drame inachevé de Léon Tolstoï «La lumière luit dans les ténèbres», finoctobre 1910(Die Flucht zu Gott)
L'auteur écrit l'épilogue de La Lumière luit dans les ténèbres, un drame inachevé de Léon Tolstoï, qui est par ailleurs biographique. Il met en scène la rencontre entre Tolstoï et deux étudiants, qui prônent la propagande par le fait.

### La Lutte pour le pôle Sud: Capitaine Scott, 90° de latitude sud:16 janvier 1912(Der Kampf um den Südpol)
Si le monde du XXe siècle semblait avoir déjà tout donné à voir aux Européens, les pôles demeuraient alors des lieux mystérieux. Zweig relate l'expédition du capitaine Robert Falcon Scott, qui, représentant l'Angleterre, voulait être le premier homme à découvrir le Pôle Sud, dernière zone du monde vierge de toute empreinte humaine. Il finit par mourir de froid.

### Le Wagon plombé: Lénine,9 avril 1917(Der versiegelte Zug)
Durant la Première Guerre mondiale, la Suisse est un nid d'espions ; mais un habitant, Vladimir Ilitch Oulianov, passe à travers les mailles. Participant peu à des manifestations ou à des contestations, il vit une vie tranquille, hébergé chez un cordonnier : « les informateurs ne prêtent attention qu'aux gens qui parlent beaucoup, ils ne savent pas que, lorsqu'il s'agit de révolutionner le monde, les plus dangereux sont toujours les individus solitaires qui lisent beaucoup et s'instruisent ».

## Éditions françaises
Édition initiale de 1939
- Stefan Zweig (trad. de l'allemand par Alzir Hella), Les Heures étoilées de l'humanité [« Sternstunden der Menschheit »], Paris, éd. Bernard Grasset, 1939, 254 p., In-8° (BNF 31693850)

Réédition revue et complétée de 1989
- Stefan Zweig (trad. de l'allemand par Alzir Hella et Hélène Denis-Jeanroy), Les Très Riches Heures de l'humanité [« Sternstunden der Menschheit »], Paris, éd. Belfond, coll. « Littérature étrangère : Essais », 1989, 236 p., 23 cm (ISBN 2-7144-2365-5, BNF 35038073)

Édition au format de poche (basée sur l'édition de 1989)
- Stefan Zweig (trad. de l'allemand par Alzir Hella et Hélène Denis-Jeanroy), Les Très Riches Heures de l'humanité [« Sternstunden der Menschheit »], Paris, Librairie générale française, coll. « Le Livre de poche. Biblio » (no 3385), 25 février 2004, 316 p. (ISBN 2-253-13059-1, BNF 39150465)